# Crash 'n Burn
Crash 'n Burn är ett futuristiskt racingspel/skjutspel i cyberpunkmiljö, utvecklat av Crystal Dynamics, och utgivet till 3DO 1993. Spelet var en av lanseringstitlarna till spelmaskinen och fungerade även som medföljande spel till Panasonics ursprungliga 3DO-konsol.
Spelet var också tänkt att släppas till Sony Playstation 1995, vilket aldrig blev av.

## Handling
Året är 2044 efter Kristus. Spelaren kan välja mellan sex olika figurer, alla med varsin vapenbestyckad bil. Mellan loppen visas videosekvenser med figurerna.

### Fotnoter
1. ↑  ”Crash 'n Burn (3DO)” (på engelska). Mobygames. 12 mars 1993. http://www.mobygames.com/game/3do/crash-n-burn_/techinfo. Läst 18 oktober 2014.
2. 1 2  Release data Arkiverad 23 oktober 2014 hämtat från the Wayback Machine., GameFAQs.com.
3. ↑  ”Shelley Duvall's It's a Bird's Life”. Entertainment Weekly. 14 januari 1994. Arkiverad från originalet den 22 oktober 2014. https://web.archive.org/web/20141022131412/http://www.ew.com/ew/article/0,,20173828,00.html. Läst 18 oktober 2014.